# Arphax dolomedes
Arphax dolomedes är en insektsart som först beskrevs av John Obadiah Westwood 1859.  Arphax dolomedes ingår i släktet Arphax och familjen Phasmatidae. Inga underarter finns listade i Catalogue of Life.